# Estación de Oberriet
La estación de Oberriet es la principal estación ferroviaria de la comuna suiza de Oberriet, en el Cantón de San Galo.

## Historia y ubicación
La estación de Oberriet fue inaugurada en 1858 con la apertura del tramo Rheineck - Sargans de la línea férrea Rorschach - Sargans por parte del Vereinigte Schweizerbahnen (VSB). La compañía VSB pasaría a ser absorbida por los SBB-CFF-FFS en 1902.
La estación se encuentra ubicada en el noreste del núcleo urbano de Oberriet. Cuenta con un andén central al que acceden dos vías pasantes, a la que hay que sumar una vía pasante más, varias vías muertas y dos derivaciones a industrias.
En términos ferroviarios, la estación se sitúa en la línea Rorschach - Sargans. Sus dependencias ferroviarias colaterales son la estación de Altstätten hacia Rorschach y la estación de Rüthi en dirección Sargans.

## Servicios ferroviarios
Los servicios ferroviarios de esta estación están prestados por SBB-CFF-FFS:

### S-Bahn San Galo
En la estación paran esporádicamente trenes de línea S de la red S-Bahn San Galo, a primera hora de la mañana o por la noche. Estos trenes tienen como destino San Galo o Sargans.